# Perymeniopsis
Perymeniopsis là một chi thực vật có hoa trong họ Cúc (Asteraceae).

## Loài
Chi Perymeniopsis gồm các loài: